# Kouka (Burkina Faso)
Kouka ist sowohl eine Gemeinde (französisch commune rurale) als auch ein dasselbe Gebiet umfassendes Departement im westafrikanischen Staat Burkina Faso in der Region Boucle du Mouhoun und der Provinz Banwa.
Die Gemeinde hat in 16 Dörfern und sechs Sektoren des Hauptortes 59.588 Einwohner.